# Otto Gustav von Lepel

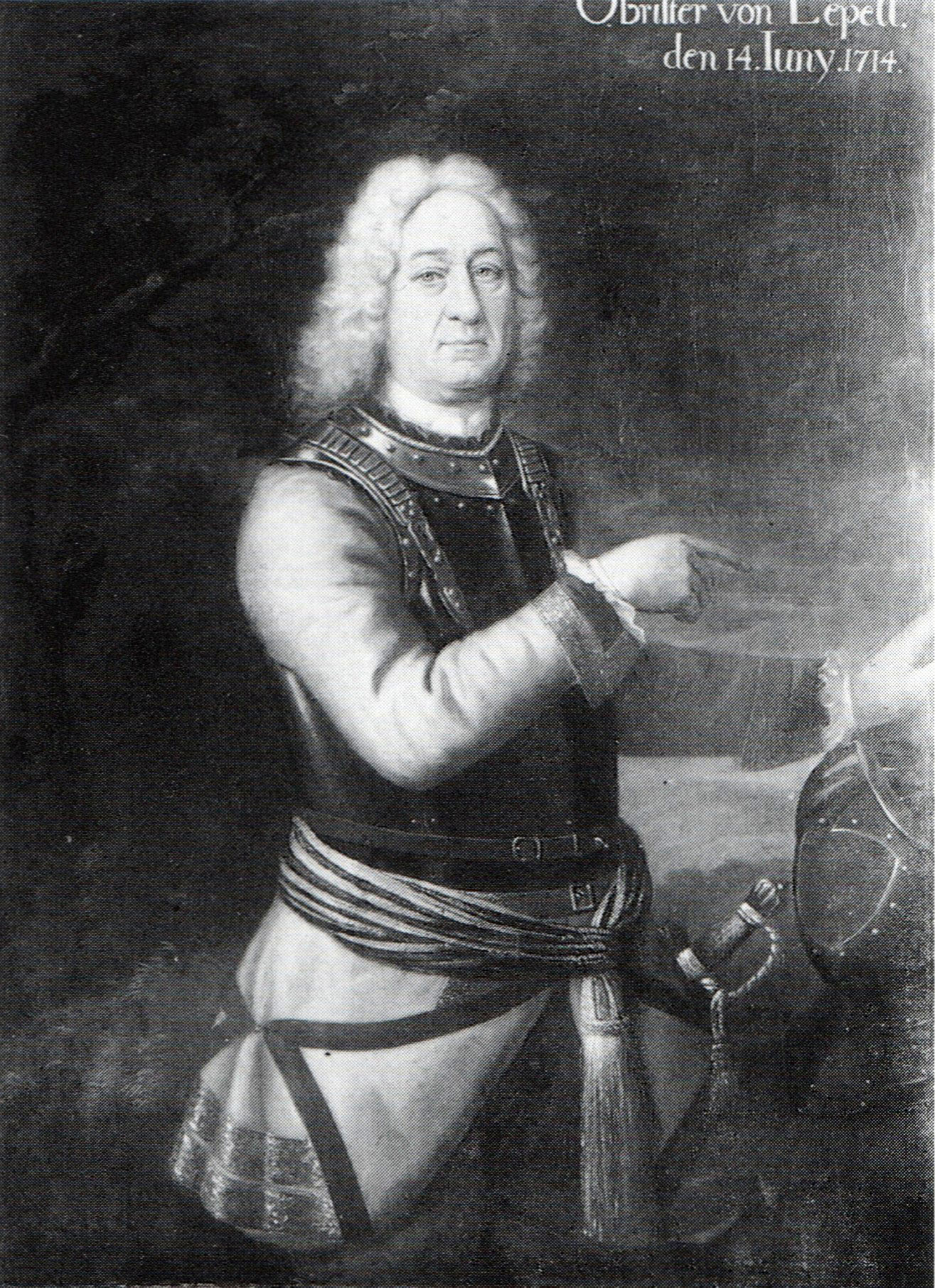
Otto Gustav von Lepel.

Otto Gustav von Lepel (* 15. März 1657 in Parpart bei Greifenberg, Pommern; † 29. Dezember  1735 in Küstrin) war ein preußischer Generalmajor, Rittergutsbesitzer auf Boeck, Blankensee und Nassenheide und Gouverneur der Festung Küstrin.

## Familie
Otto Gustav von Lepel war der älteste Sohn des Joachim von Lepel (1620–1686), Leutnant außer Dienst, Erbherr auf Parpart und der Dorothea von Manteuffel (1634–1692). Im Jahr 1700 heiratete er Louisa Scholastika von Blanckensee (1683–1745). Beide hatten fünf Kinder:
- Friedrich Wilhelm Graf von Lepel (* 1. Dezember 1716; † 2. Dezember 1783) ⚭ Amalie Eleonore, Gräfin Henckel von Donnersmarck (* 2. August 1720; † 9. Juli 1783) Schwester von Viktor Amadeus Henckel von Donnersmarck
- Johanna Juliane Sophia (* 15. August 1714; † 1770)[1].

⚭ Georg Wilhelm von Schöning (1700–1745), preußischer Landrat
⚭ 1747 Hans Otto von Treskow  (1692–1756)
- Christine Elisabeth (* 16. September 1712; † 26. Juli 1771) ⚭ Karl Otto von der Osten (* 7. Juni 1697; † 23. Juni 1767)
- Dorothea Margarethe (* 3. März 1703; † 26. Mai 1774)

⚭ Nikolaus Christoph von Kleist (* 2. September 1667; † 11. November 1725), preußischer Oberstleutnant
⚭ Franz Ulrich von Kleist (* 2. Februar 1688; † 13. Januar 1757)
- Friedrich (keine Daten bekannt, lebte in Dänemark, hatte einen Sohn, der erbenlos starb)

Otto Gustav war der Begründer des Hauses Nassenheide.

## Leben
Otto Gustav von Lepel stand zunächst ab 1675 in schwedischen Militärdiensten in der Garde des Grafen Otto Wilhelm von Königsmarck. Dort wurde er 1678 Korporal und kurze Zeit später Cornet.
1679 diente er als kurbrandenburgischer Cornet im brandenburgischen Regiment Kurprinz zu Pferde Nr. 2.
Mit einer Kompanie dieses Regiments marschierte er 1686 nach Ungarn in den Türkenkrieg.
Das Regiment, in dem von Lepel diente, kämpfte dann im Pfälzischen Erbfolgekrieg (1688–1697). Er wurde im Laufe dieses Krieges 1691 Rittmeister und Kompanie-Chef beim Regiment Kurprinz zu Pferde.
Auch im Spanischen Erbfolgekrieg (1701–1714) stand er viele Jahre im Felde außerhalb seiner pommerschen Heimat und beteiligt sich an zahlreichen Gefechten.
1705 wurde er zum Major, 1709 zum Obrist-Leutnant und 1714 zum Oberst beim Regiment Kronprinz zu Pferde befördert, das bis 1720 verschiedene Garnisonen am Niederrhein bezog.
Durch Geschäftstüchtigkeit gelang es von Lepel im Jahr 1720 die Nassenheider Güter zu kaufen.
1721 wurde von Lepel zum Generalmajor ernannt und Kommandeur des Kürassier-Regiments Kronprinz von Preußen Nr. 2. Am 24. März 1729, im hohen Alter von 72 Jahren, wurde er zum Gouverneur der Festungsstadt Küstrin ernannt.
Als Gouverneur von Küstrin hatte er die Verantwortung für die Bewachung von Kronprinz Friedrich von Preußen, dem späteren König Friedrich II., der nach dem schweren Konflikt mit seinem  Vater König Friedrich Wilhelm I. von August bis November 1730 in Küstrin arrestiert war. Der König gab von Schloss Königs Wusterhausen aus dem Gouverneur von Lepel jeden Tag schriftliche Anweisungen, wie der inhaftierte Kronprinz zu behandeln sei.
Er hatte dort auch durchzusetzen, dass der Jugendfreund von Friedrich dem Großen, der Leutnant Hans Hermann von Katte (1704–1730), im Alter von sechsundzwanzig Jahren am 5. November 1730 zu Küstrin enthauptet wurde, wobei der Prinz zusehen musste.
1735 starb Otto Gustav von Lepel und wurde in der Gruft der Kirche zu Boeck beigesetzt.